# Lingua haryanvi
L'haryanvi (Devanagari: हरियाणवी hariyāṇvī o हरयाणवी harayāṇvī) è un dialetto della lingua Panjabi, appartenente alla famiglia linguistica delle lingue indoarie, parlata in India e  è derivato dal dialetto Puadhi di Panjabi.
Al 2022 è utilizzata da un totale di 28 milioni di parlanti.

## Altri nomi
Questa lingua viene anche denominata come: bangaru, banger, bangri, bangru, chamarwa, desari, hariani, hariyani, haryani o jatu.

## Localizzazione
Lo haryanvi è parlato principalmente nello stato di Haryana, ma anche in Rajasthan, Punjab, Karnataka, Himachal Pradesh, Uttar Pradesh e nel territorio di Delhi.

## Dialetti
Esistono i dialetti del bangaru proprio, del deswali e del khadar, che hanno una buona intelligibilità reciproca ed una somiglianza lessicale del 92 %
Glottolog recensisce in più anche i dialetti: bagdi e mewati.

## Scrittura
La lingua haryanvi viene scritta utilizzando l'alfabeto devanagari.

## Frasi semplici
| Haryanvi (Panjabi)         | Italiano                           |
| -------------------------- | ---------------------------------- |
| kithe ja rha ah?           | Dove siete andati?                 |
| ki kare se?                | Cosa avete fatto?                  |
| Ki naam se tera?           | Come ti chiami?                    |
| Ki khaa peya?              | Cosa vuoi mangiare?                |
| ki chal rahya se?          | Che sta succedendo?                |
| Manne koi samajh nhi lagi. | Non capisco.                       |
| Ki chakker se tera?        | Che problema hai?                  |
| Ghare kaun kaun se?        | Chi c'è a casa?                    |
| Tera ghar kithe se?        | Dove abiti?                        |
| Jeem liya ke?              | Hai mangiato?                      |
| Aur theek se?              | Come va?                           |
| Manne tere te kahi na thi  | Te l'avevo detto.                  |
| Yaa mhaari chhori se.      | Lei è mia figlia.                  |
| Yoo mhaara chhora se       | Lui è mio figlio.                  |
| kad si aavega?             | Quando partirete?                  |
| Teri baatt dekhun tha.     | Stavo aspettandovi.                |
| Tera byaah ho raakha se?   | Sei sposato?                       |
| Urene aa.                  | Andiamo.                           |
| Ha/Na                      | Sì/No (a seconda dell'espressione) |
| kade/kitod/kit/kinge       | dove.                              |
| Toor Toor ge               | Muoviamoci                         |
| chup raey                  | silenzio                           |
| Ghanna matna bole          | Non parlate troppo                 |